# ديفيد سومرز (لاعب كرة قدم)
ديفيد سومرز (بالإنجليزية: David Somers)‏ هو لاعب كرة قدم ومدرب كرة قدم وحكم كرة قدم بريطاني، ولد في 23 مارس 1966 في اسكتلندا في المملكة المتحدة.